# Femme en jaune et bleu à la guitare
Femme en jaune et bleu à la guitare est un tableau réalisé par le peintre français Henri Matisse en 1939. Cette huile sur toile représente une jeune femme vêtue d'une robe jaune et bleue tenant une guitare posée à ses pieds par son manche alors qu'elle est assise devant une plante en pot. La propriété de Paul Rosenberg, l'œuvre est spoliée par le régime nazi pendant la Seconde Guerre mondiale, avant de lui être restituée au retour de la paix. Elle est conservée depuis 2007 à l'Art Institute of Chicago, à Chicago, dans l'Illinois, aux États-Unis.